# Pseudomallada benedictae
Pseudomallada benedictae is een insect uit de familie van de gaasvliegen (Chrysopidae), die tot de orde netvleugeligen (Neuroptera) behoort. 
Pseudomallada benedictae is voor het eerst wetenschappelijk beschreven door Séméria in 1976.